# Nowy cmentarz żydowski w Żarkach
Nowy cmentarz żydowski w Żarkach – cmentarz żydowski w Żarkach położony przy ul. Polnej. Pierwotnie istniały w Żarkach trzy cmentarze żydowskie, z których przetrwał jedynie kirkut przy ul. Polnej zwany również Nowym Cmentarzem Żydowskim. Kirkut ten został założony w 1821 r. i zajmuje 1,5 hektara nieogrodzonej powierzchni, na której do dzisiaj zachowało się ponad 700 nagrobków. Najstarszy nagrobek pochodzi z 1835 roku.

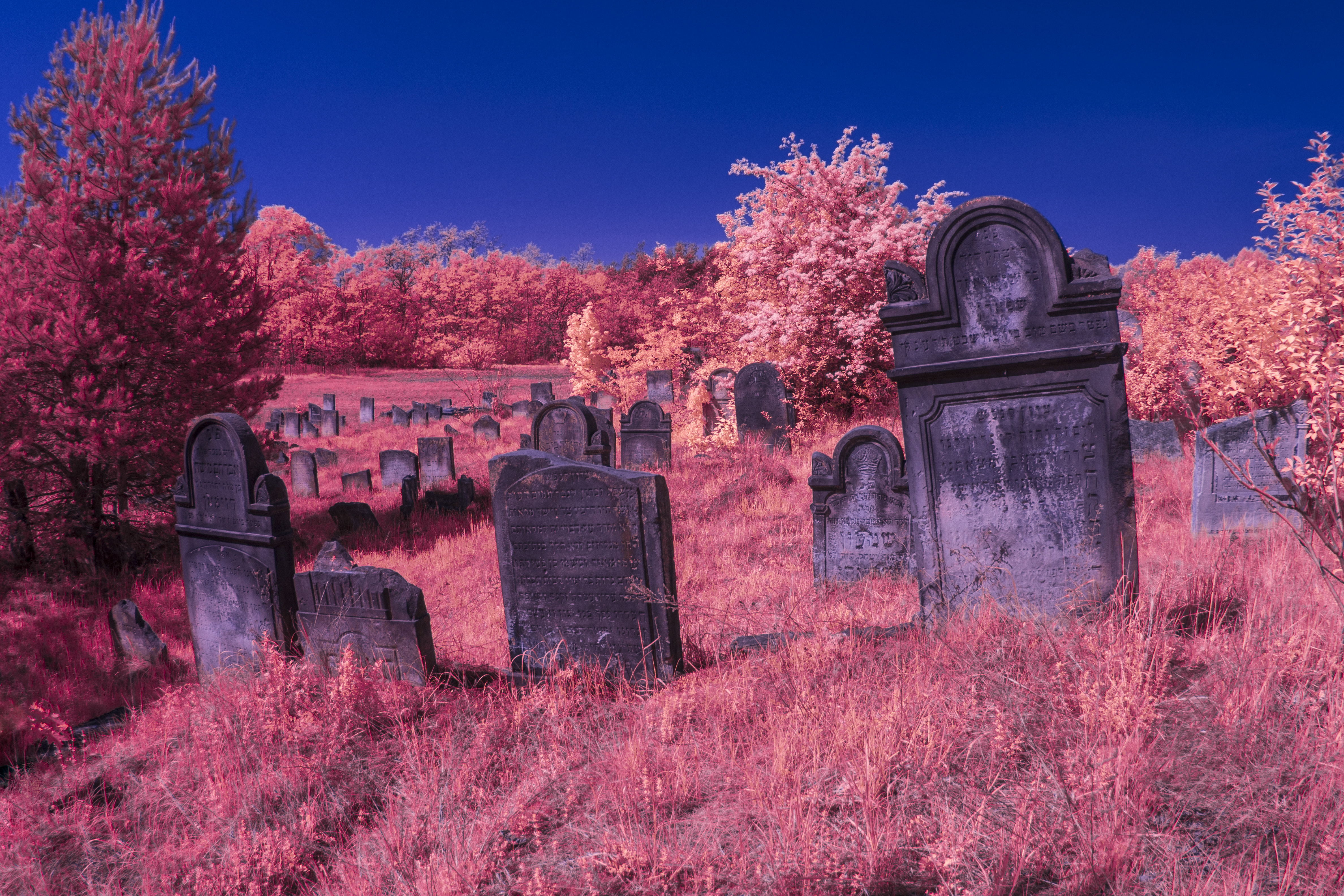
Cmentarz żydowski, Żarki, zdjęcie w podczerwieni, nagrodzone w konkursie Wiki Lubi Zabytki 2022, kategoria "Nieoczywiste Śląskie"

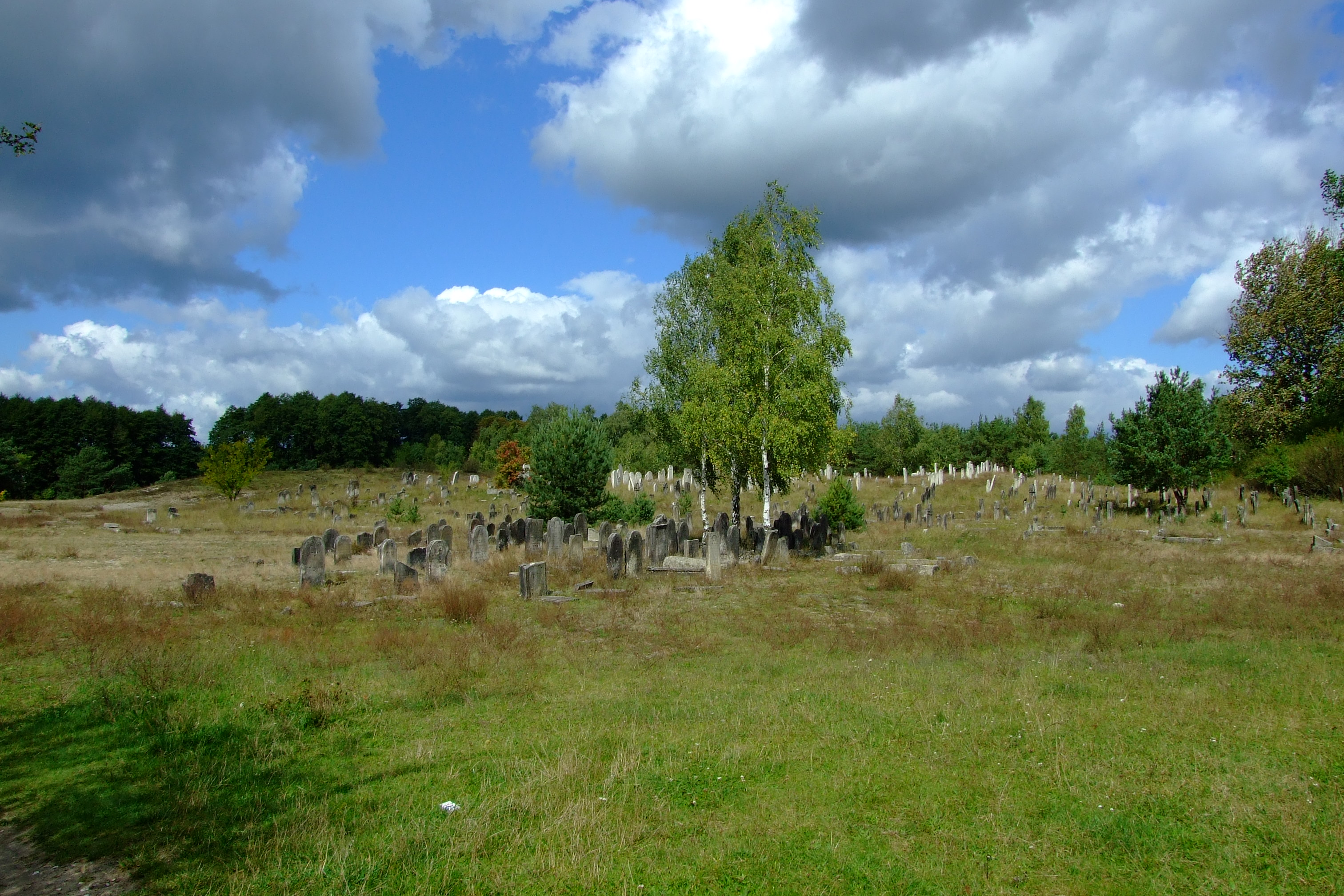
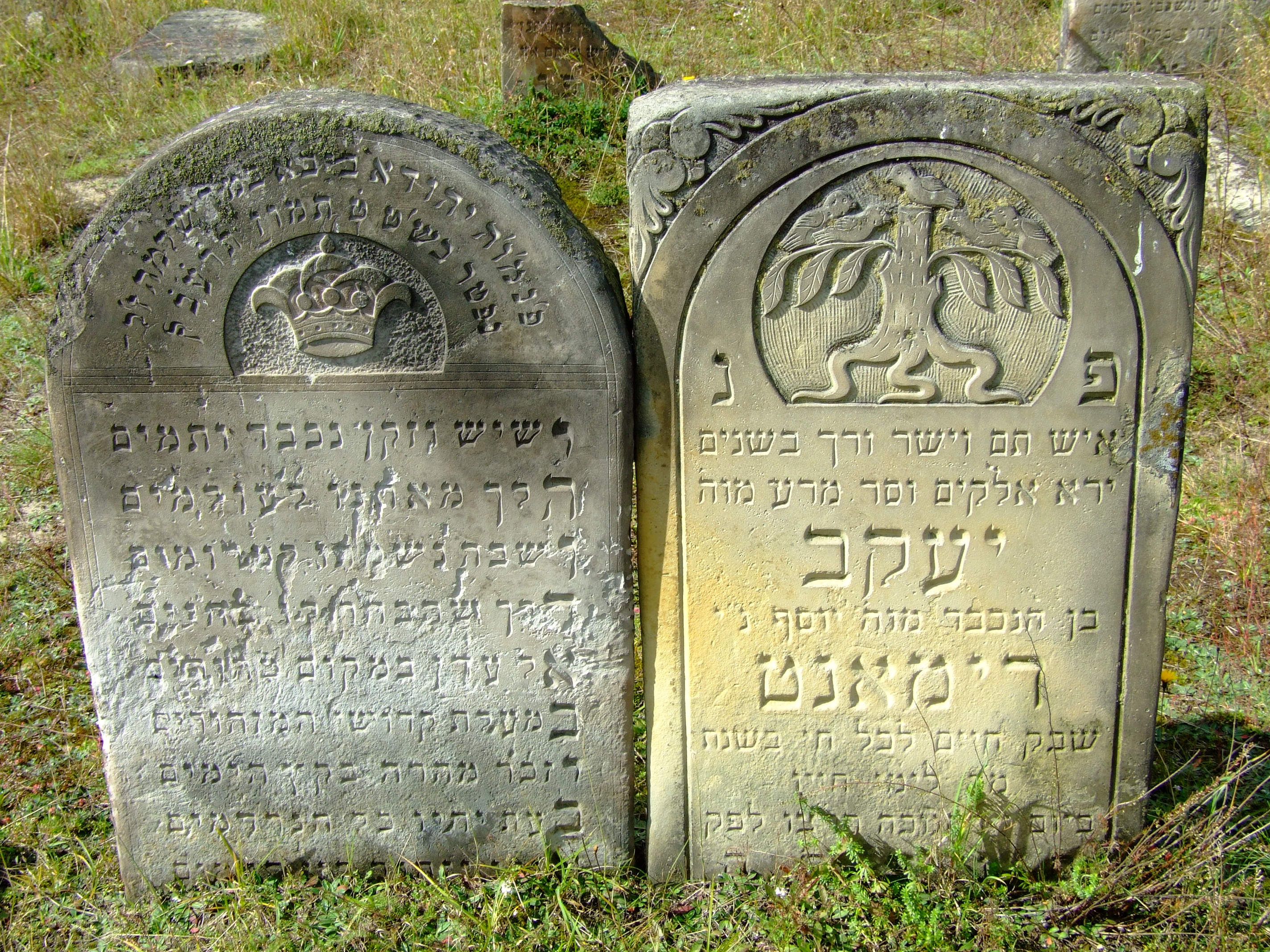
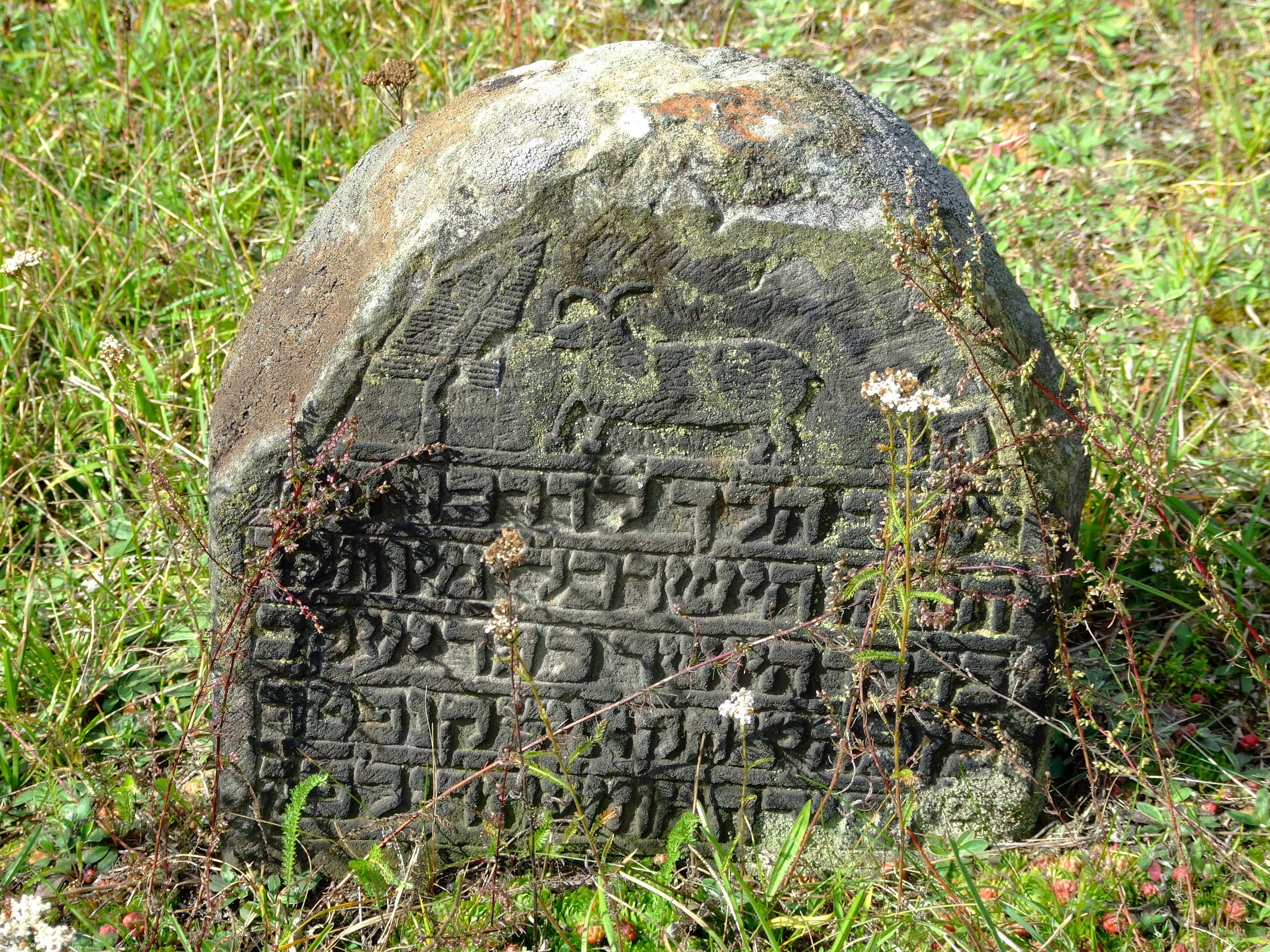
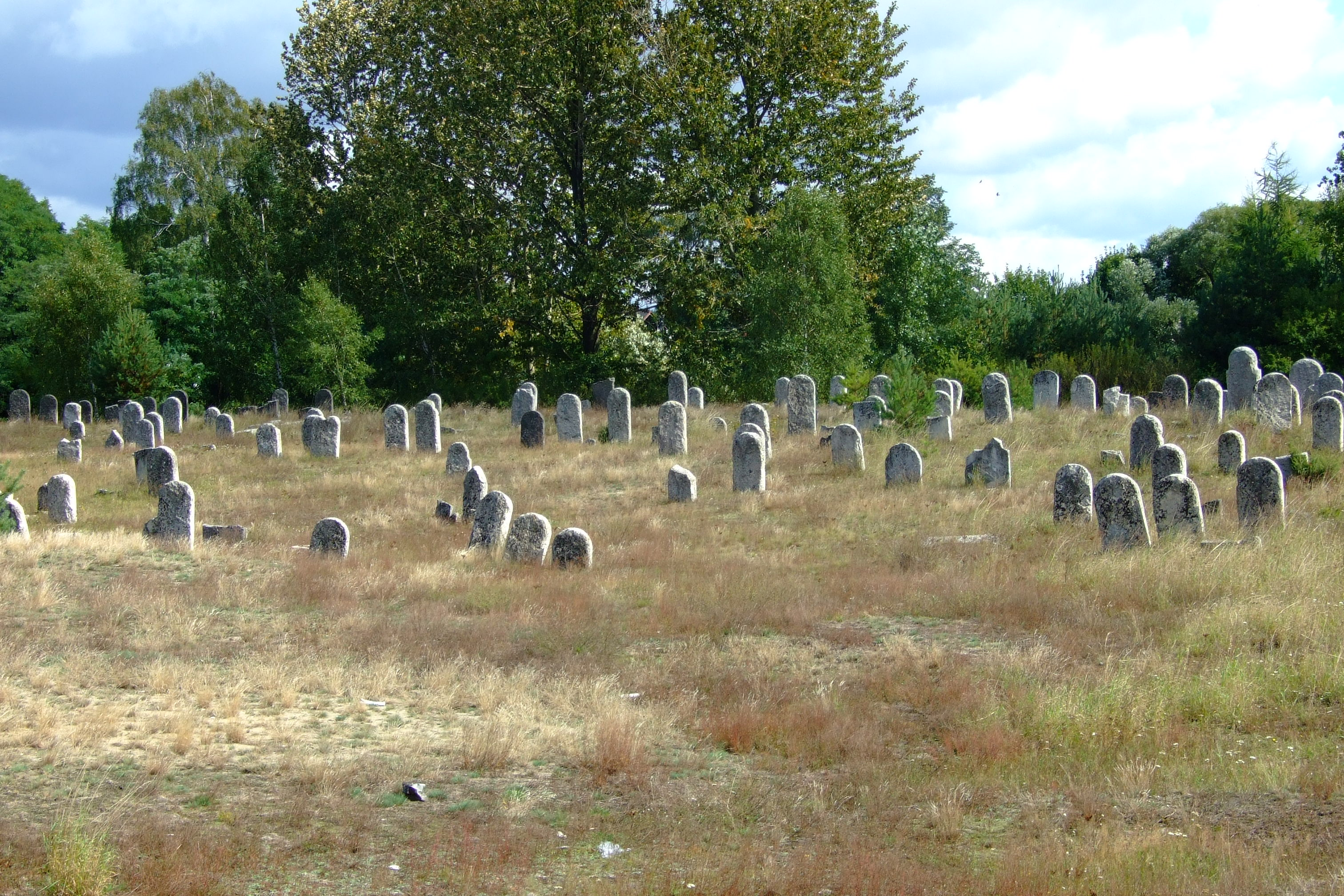
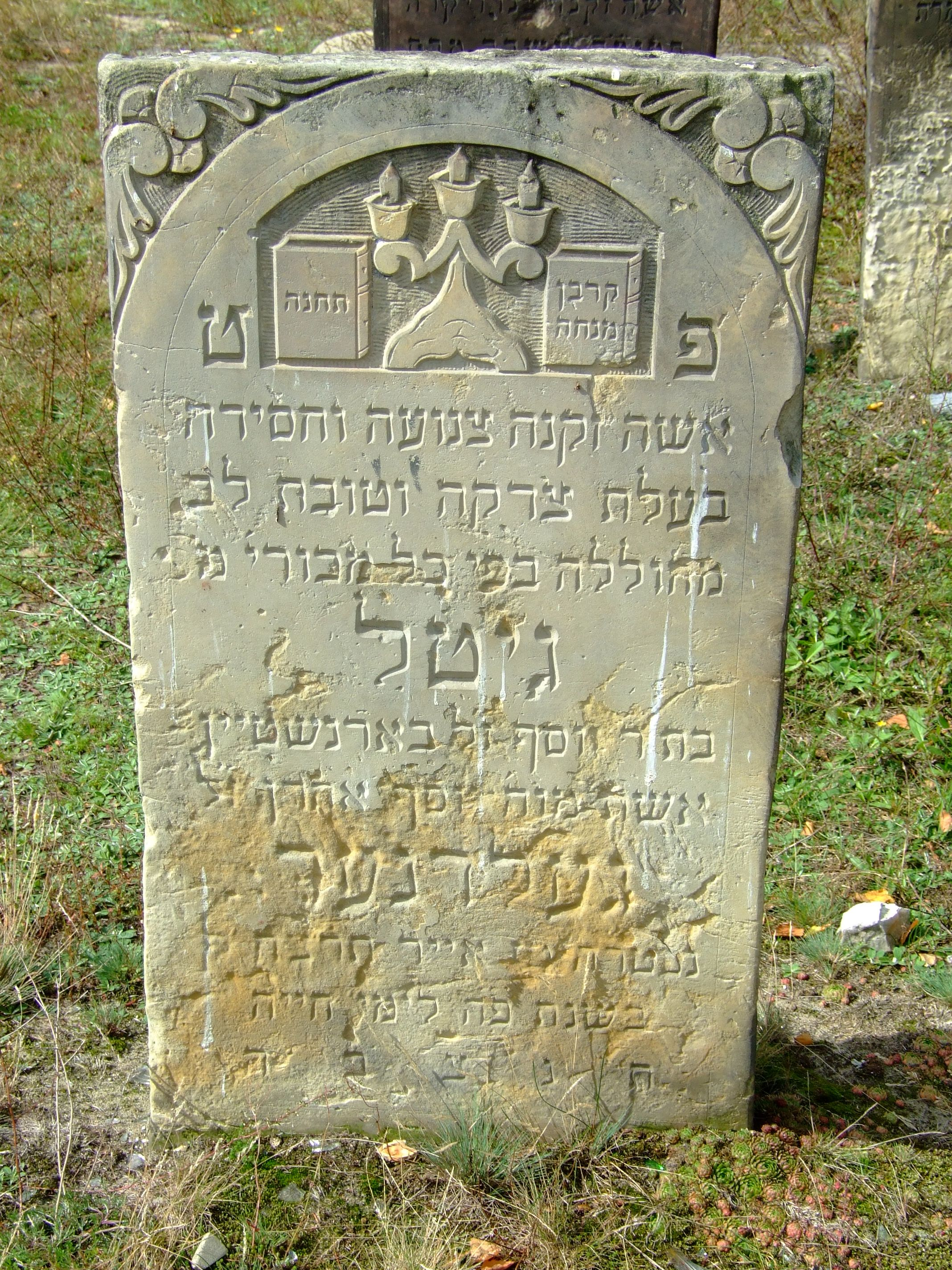